# 9305 Hazard
A 9305 Hazard (ideiglenes jelöléssel 1986 TR1) a Naprendszer kisbolygóövében található aszteroida. Edward L. G. Bowell fedezte fel 1986. október 7-én.